# George Dickerson
George Dickerson (* 25. Juli 1933 in Topeka, Kansas; † 10. Januar 2015 in New York City, New York) war ein US-amerikanischer Schauspieler.

## Leben
Zunächst hatte Dickerson von 1979 bis 1981 mehrere Auftritte in Fernsehserien. Seine erste Filmrolle bekam er in Cutter’s Way – Keine Gnade (1981) neben Jeff Bridges und John Heard. Anschließend war Dickerson in diversen Nebenrollen zu sehen und spielte immer wieder in Fernsehserien oder -filmen mit. Er verkörpert oft Detektive oder Sheriffs, beispielsweise in Psycho II, Blue Velvet, Das Weiße im Auge oder auch A Stranger in the Kingdom.
Dickerson ist der Vater des Regisseurs und Schauspielers Dome Karukoski.

## Filmografie (Auswahl)
- 1981: Polizeirevier Hill Street (Hill Street Blues, Fernsehserie, 7 Episoden)
- 1981: Cutter’s Way – Keine Gnade (Cutter’s Way)
- 1983: Psycho II
- 1983: Weltraumpiraten (Space Raiders)
- 1983: Ein Richter sieht rot (The Star Chamber)
- 1986: Blue Velvet
- 1986: Gnadenlos (No Mercy)
- 1987: Das Weiße im Auge (Death Wish 4: The Crackdown)
- 1990: Mit stählerner Faust (Death Warrant)
- 1990: After Dark, My Sweet
- 1991: General Custers letzte Schlacht (Son of the Morning Star)
- 1998: The Broken Giant
- 1999: A Stranger in the Kingdom